# ゆうゆうバス (熊本市)
ゆうゆうバスは、かつて2012年4月において熊本県熊本市の政令指定都市移行に伴い運行を開始したコミュニティバスである。別称「区バス」とも呼ばれた。同年4月2日より運行開始したが、2024年6月28日の運行を以って廃止された。
なお、過去においては熊本市内中心市街地を循環するルートで運行していたコミュニティバスも存在し、この時も同じく「ゆうゆうバス」という愛称が使用されていた。
本項目においては、政令指定都市移行後に運行開始した「区バス」と共に、過去において運行されていた「都心部循環バス」についても併記する。

## 区バス

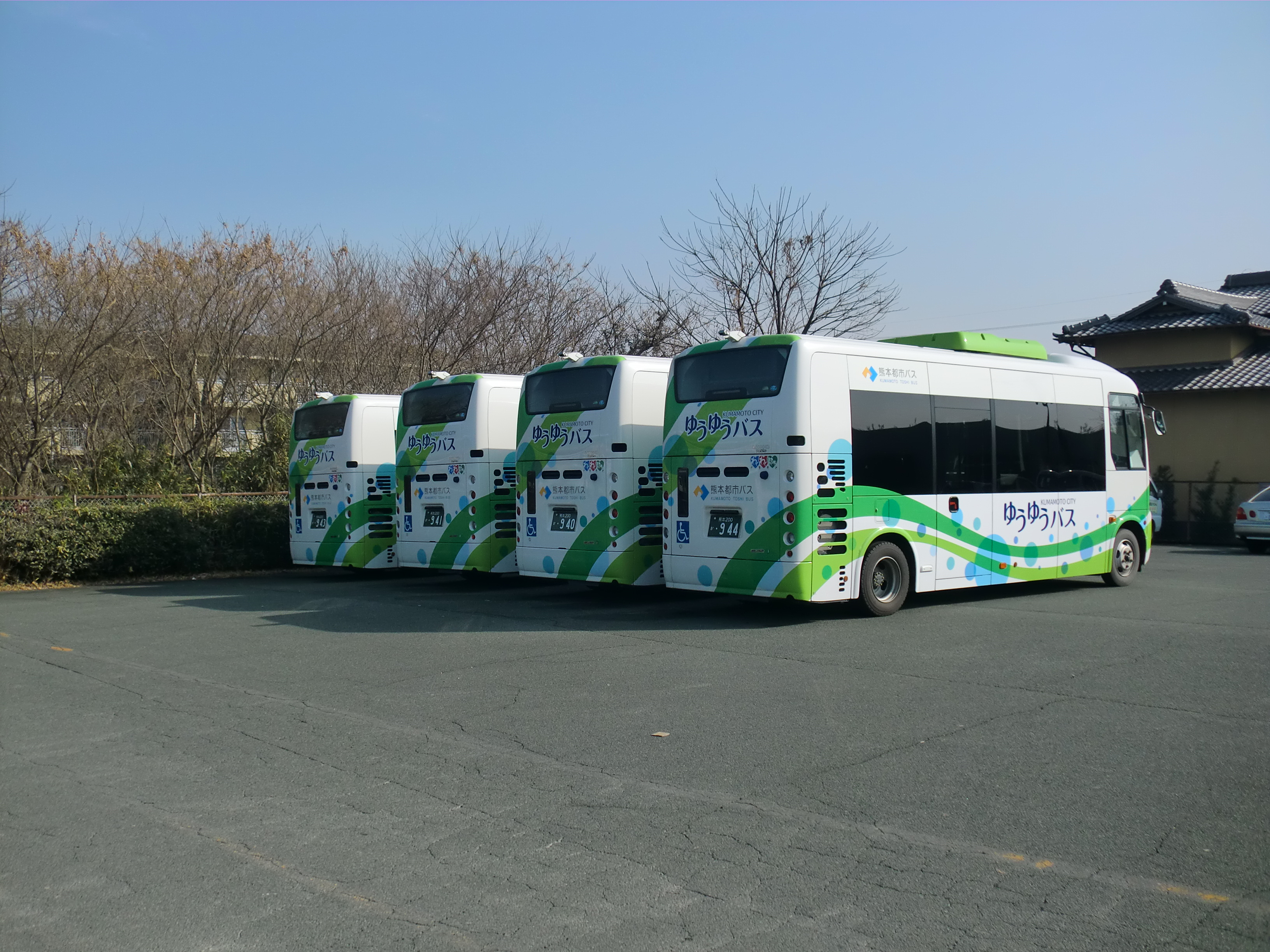
ゆうゆうバス（区バス）
熊本電鉄辻久保車庫にて

2012年4月、政令指定都市移行後の利便性向上を目的として、熊本市が主体となりコミュニティバスの運行を計画し、新たに設置される区役所までのアクセスを中心に、地域のバスとして日常生活においても市民の足を確保する目的で新設された。
運行ルートは北区・南区・西区・東区の区内のみで、区役所・出張所（移行前の市民センター・総合支所）を中心にその周辺において運行された。しかし、利用客低迷などの諸事情により運行開始から約3年ほどでほとんどの路線が運行中止となり、2024年6月時点で運行していた路線は北区の1系統（植木循環ルート）のみとなっていた。なお、中央区内での運行路線は当初から無かった。
運行日はいずれも平日のみで、土（一部を除く）・日・祝祭日ならびに年末年始等は運行していなかった。
愛称である「ゆうゆうバス」の「ゆう」には、熊本の「熊」の意味を表す他、「ゆう」の言葉にいろいろな漢字があることから、各地域コミュニティに合った「ゆうゆうバス」に育てて欲しいという意味が込められており、熊本市が一般公募の中から最も多かった案から採用し決定したもの。

### 沿革
- 2012年4月 - 熊本市の政令都市移行に伴い運行開始
- 2013年4月 - ダイヤ改正。一部運行ルートの曜日変更（楠・武蔵循環ルート新たに土曜日の運行が加わる）。
- 2014年4月 - ダイヤ改正により運行ルートの一部見直しならびに南区西部および西区南部の海路口循環ルート・川尻循環ルートの廃止。
- 2015年4月 - 運行内容の大幅変更。
  - 植木循環ルートにおいて、植木駅で朝の通勤・通学などでJRに乗り継ぐ利用者に考慮し1便増便。ならびに鐙田住宅からのアクセス改善を目的として「荻迫（平野入口）」停留所を追加。
  - 残るルート（北部循環ルート、麻生田・弓削循環ルート、託麻循環ルート、中の瀬・烏ヶ江～桜木ルート）に関しては前年度の利用が運行継続基準率20％に達しなかった事を理由に本年度以降の運行を中止。
- 2018年4月2日 - この日より、植木循環ルートにおいて、一部便を除き、道の駅すいかの里 植木まで延伸。
- 2019年9月11日 - この日より熊本都市圏発着路線の熊本桜町一帯再開発ビル（名称：SAKURA MACHI Kumamoto）内バスターミナル（熊本桜町バスターミナル（旧称：熊本交通センター））乗り入れ開始に併せ、熊本都市圏のバス系統番号の変更に伴い、ゆうゆうバス専用の系統番号として「YY」が付与される。[1]
- 2024年6月28日 - 近年の深刻な乗務員不足により、この日の最終便を以って植木循環ルートの運行を終了。
- 2024年7月1日 - 植木循環ルート廃止。2012年度に運行開始した「区バス」は、この植木循環ルート廃止を以って全ルートが消滅する事となり、運行開始から11年3ケ月の歴史に幕をおろした。代替手段として、植木地域全域を運行エリアとし、AI（人工知能）を駆使して最短の運行ルートを探りながら乗客が利用したい停車箇所まで運行するAIデマンドタクシー「チョイソコくまもと植木」を運行開始[2]。

### 運行会社
熊本市と各バス事業者でつくる「バス交通のあり方検討会」答申により熊本都市バスが全路線を担当した。

### 運行経路

#### 北区
運行終了時点（2018年4月～2024年6月）
- 植木循環ルート（一方向循環）※平日のみ運行
  - （道の駅すいかの里）→（上岩野）→ 植木駐車場 → 北区役所前 → 植木駅前 → 鬼塚入口 → 田原坂ニュータウン → 田原坂ニュータウン入口 → 北区役所前 → 植木駐車場 → （上岩野）→ （道の駅すいかの里） [4]
    - 田原坂ニュータウン団地内のルートを延伸。

過去（2014年4月～2015年3月）
- 北部循環ルート（往復運行）※月・水・金のみ運行
  - 食品交流会館前 - フードパル熊本 - 西里駅前 - 北部総合出張所 - 梶尾 - 菊南温泉 - 葉山団地 - 機能病院前 - 豆尾 - フードパル熊本 - 食品交流会館前
    - 西梶尾、機能病院、豆尾を経由する循環ルートに変更。
- 麻生田・弓削循環ルート（往復運行）※火・木・土のみ運行
  - 武蔵ヶ丘四丁目 - 楠団地 - 楡木五丁目 - 岩倉台公民館 - 二里木 - 弓削変電所 - ゆめタウン光の森 - 光の森駅 -  武蔵ヶ丘四丁目
    - これまでの楠・武蔵循環ルートから名称変更し、起終点停留所を「楠団地」から「武蔵ヶ丘四丁目」に延伸した上で、楡木五丁目、弓削変電所前、光の森駅を経由するルートに変更（一部菊陽町域に乗り入れ）。

過去（2012年4月～2014年3月）
- 植木循環ルート（一方向循環）※平日のみ運行
  - 植木駐車場 → 北区役所前 → 植木駅前 → 田原坂ニュータウン入口 → 北区役所前 → 植木駐車場
- 北部ルート（往復運行）※月・水・金のみ運行
  - 食品交流会館前 - フードパル熊本 - 西里駅前 - 北部総合出張所 - 梶尾 - 菊南温泉 - 葉山団地北
- 楠・武蔵循環ルート（両方向循環）※火・木・土のみ運行
  - 楠団地 - 岩倉台公民館前 - 楡木 - 龍田出張所前 - 武蔵塚駅前 - 上の窪団地入口 - 武蔵ヶ丘中央 - 楠団地

#### 東区
2015（平成27）年4月以降は運行していない。
過去（2014年4月～2015年3月）
- 託麻循環ルート（両方向循環）※月・水・金のみ運行
  - 長嶺小学校前 → 長嶺団地 → 日赤病院前 → 鉄工団地前 → 託麻南小学校前 → 大和団地 → 託麻総合出張所 → ゆめタウンサンピアン前 → 鉄工団地前 → 日赤病院前 → 長嶺小学校前
    - 起終点停留所を「長嶺団地」から「長嶺小学校前」に延伸し、大和団地内、託麻南小学校前（農免道路）を経由するルートに変更。
- 中の瀬～桜木ルート（往復運行）※平日のみ運行
  - 中の瀬車庫 - 画図パークタウン - 中央病院 - 動植物園前 - 健軍電停前 - 東区役所 - 花立三町内 - 小楠記念館入口
    - 江津湖畔から江津団地・セイラタウンを周って健軍方面へ向かうルートから国道57号（東バイパス）を走行するルートに変更し、中央病院・動植物園前・花立三町内などを経由
- 烏ヶ江～桜木ルート（往復運行）※平日のみ運行
  - 烏ヶ江終点 - 広木公園前 - 健軍電停前 - 東区役所 - 桜木東小学校前 - 沼山津 - 小楠記念館入口

過去（2012年4月～2014年3月）
- 託麻循環ルート（両方向循環）※月・水・金のみ運行
  - 長嶺団地 - トラックターミナル前 - 託麻総合出張所入口 - ゆめタウンサンピアン前 - 鉄工団地前 - 日赤病院前 → 長嶺団地
- 中の瀬・江津～桜木ルート（往復運行）※平日のみ運行
  - 中の瀬車庫 - 画図パークタウン - 画図小学校入口 - セイラタウン北 - 江津団地 - セイラタウン北 - 烏ヶ江終点 - 健軍電停前 - 東区役所 - 桜木東小学校前 - 沼山津 - 小楠記念館入口
- 烏ヶ江～桜木ルート（往復運行）※平日のみ運行
  - 烏ヶ江終点 - 広木公園前 - 健軍電停前 - 東区役所 - 桜木東小学校前 - 沼山津 - 小楠記念館入口

#### 南区西部および西区南部
2014（平成26）年4月以降は運行していない。
過去（2012年4月～2014年3月）
- 海路口循環ルート（両方向運行）※平日のみ運行・午前のみ西区役所停車
  - 西部車庫 - （※西区役所） - 本田 - 海路口 - 畠口漁協 - 会富 - （※西区役所） - 西部車庫

- 川尻循環（両方向運行）※平日のみ運行・午後のみ西区役所停車
  - 西部車庫 - （※西区役所） - 中緑 - 川尻駅前 - 護藤 - （※西区役所） - 西部車庫

なお、廃止後の2014年4月以降における代替策として
- ルート内において廃止後は公共交通手段空白地域となる上内田・西新開地区は、城山の「下代入口」バス停までデマンド方式乗合タクシーによる輸送へ転換。
- 海路口地区は、九州産交バスが運行している既存バス路線「並建経由乙畠口行き」を「海路口」バス停まで延伸。

### 運賃・使用可能な乗車券類
- 運賃は通常の一般路線バスと同様のキロ加算により、乗車する場所によって金額が異なる（均一運賃ではない）。
- 現金、TO熊カード(2016年4月1日以降使用不可)、くまモンのIC CARD、SUNQパス（北部九州版・全九州版・南九州版）、わくわく1dayパス（熊本県内版のみ）が使用可能。

- わくわく1dayパスは、熊本県内版は全ルートで使用可である。区間指定(2)は麻生田・弓削循環ルートの光の森地区と植木循環ルートの全区間では使用不可でそれ以外のルートで使用可能だった。区間指定(1)は一部ルートのみ使用可能だった。

- 熊本市が65歳以上の高齢者に対して発行している「さくらカード」での乗車も可能だった。

### 使用車両

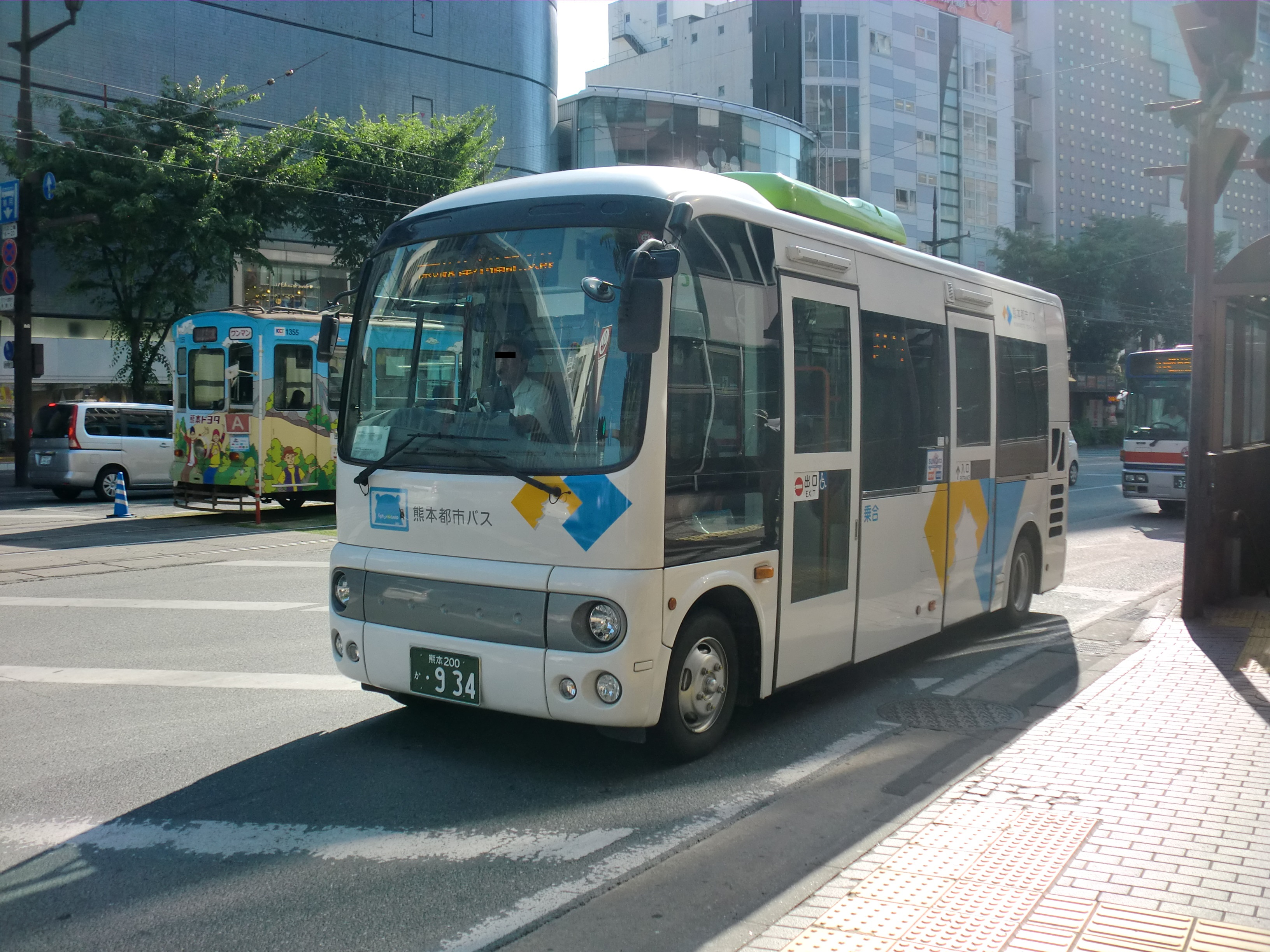
都市バスカラーに塗り替えられ
一般路線車として使用される
元区バス専用車

- 熊本市が購入した日野・ポンチョが13台使用された。
  - 車体は、白をベースに緑・黄緑のラインを通し、水玉模様が入ったデザイン。

※緑のラインは熊本の緑の木々を表し、水玉は熊本の豊富な地下水という意味が込められている。
2025年3月現在、区バス廃止後においては、都市バスカラーに変更され各一般路線で使用されている。車体上部の冷房装置の周辺のみ、区バス時代を踏襲し、黄緑色で塗装されている。（同じポンチョを使用している熊本城周遊バスやポンチョ以外の車種の都市バスカラーのバスの車体上部の冷房装置の周辺は、白色で塗装されている。）

## 都心部循環バス（廃止）
都心部循環バスは、熊本県熊本市において、熊本交通センター（現：熊本桜町バスターミナル）と熊本電気鉄道藤崎宮前駅間を繁華街を経由しながら結ぶ循環路線として2001年から2005年にかけて運行されていた。運賃は全区間どこまで乗っても100円均一であった。

### 沿革
1999年夏、熊本市が都心部循環バス計画を公表。2000年12月16日 - オムニバスタウンの指定を受ける。熊本市が進めるオムニバスタウン計画の一つとして、中心市街地活性化やバスを活用した街作りを図る目的で都心循環バスの検討が行われた。
2001年3月2日から11日まで、本格運行時の利用者数予測やルート検討のため、10時台から18時台まで20分間隔で27便が無料運行された。一周約6.4Km、所要時間約55分のルートで、繁華街周辺を通る路線であった。バス事業者はアーケード街や並木坂など繁華街中心部の走行案を提案したが、警察や商店街が安全面などから反対したため実現しなかった。試験運行期間中の利用者数は平均456人/日にとどまった。
2001年11月23日に本格運行が開始された。藤崎宮前駅の電車発着時間に合わせたダイヤとし、10時台から18時台まで15分間隔で32便が運行された。一周約4.8km、所要時間約40分のルートで、試験運行時に比べて簡略化したルートであった。ゆうゆうバスの愛称は公募で決定されたものである。運行開始から約半年間の利用者数は平均202人/日。
2003年3月19日に平日のルート・ダイヤが変更された。利便性を向上し乗客数を向上させるため運行ルートを変更し、14時台から17時台は10分間隔、それ以外は20分間隔に変更された。更に2003年9月19日に平日と土休日のルート・ダイヤを統合する形で再変更された。2004年6月1日に平日の運行が中止された。赤字削減のため土日祝日のみの運行となった。
2005年3月31日に運行を終了した。熊本市営バスにおける営業係数は700を超え、累積赤字は4社合計5000万円近くに達した。周辺は既存の路線バスの運行頻度が極めて高いことや、アーケード街に直接アクセスできないことで徒歩に比べて所要時間が大差ないことなど様々な要因から利用が低迷した。

### 運行ルート・停留所
試験運行時

交通センター→辛島町→シャワー通り→下通筋？→　→水道町→通町筋→市役所前→オークス通り→城東町→広町→藤崎宮前駅→広町→市役所前→ラジオ通り？→熊本城前→下通中央→シャワー通り→辛島町→交通センター
2001年11月23日 - 2003年9月18日
交通センター→辛島町→シャワー通り→下通中央→銀座橋→水道町→通町筋→郵政局・市役所前→城東町→広町→藤崎宮前駅→広町→城東町→ホテルキャッスル前→市役所前→西銀座通入口→交通センター
2003年3月19日 - 2003年9月18日
平日のみルートを変更。駕町通りと並木坂を経由し利便性を高め、更に運行上の起終点を藤崎宮前駅に移し起終点での乗り継ぎ利用を容易にした。
藤崎宮前駅→信愛女学院前（2003年3月31日まで:広町）→城東町→ホテルキャッスル前→市役所前→西銀座通入口→交通センター→熊本城前→下通筋→駕町通南→駕町通北→通町筋→水道町→上通北→並木坂→藤崎宮前駅
2003年9月19日 - 2005年3月31日
平日と土休日の運行ルートを再び一本化。2004年6月1日から平日の運行を終了。
藤崎宮前駅→信愛女学院前→城東町→ホテルキャッスル前→市役所前→西銀座通入口→交通センター→辛島町→シャワー通り→駕町通南→駕町通北→藤崎宮前駅

### 運行会社・車両
運行会社
熊本市交通局（熊本市営バス）
熊本電鉄バス
九州産業交通
熊本バス
車両
三菱ふそう・エアロミディMJ
4社とも共通の車両を使用し、配色のみ各社のカラーとした共通デザインとなっていた。熊本市交通局のみAT車。現在は、運用を離脱した熊本バス以外、各社とも自社のデザインに塗り替えられた上で下記路線にて運行されている。

### 運行終了後の状況
都心部循環バスに使用されていた車両は各社の一般路線バスとして運行されている。熊本市交通局と熊本電鉄では都心部循環バスの路線を一部継承したルートの路線を新設していたが、熊本市交通局の路線は早くに廃止となり、約7年にわたって運行してきた熊本電鉄も2012年3月31日をもって運行を終了した。

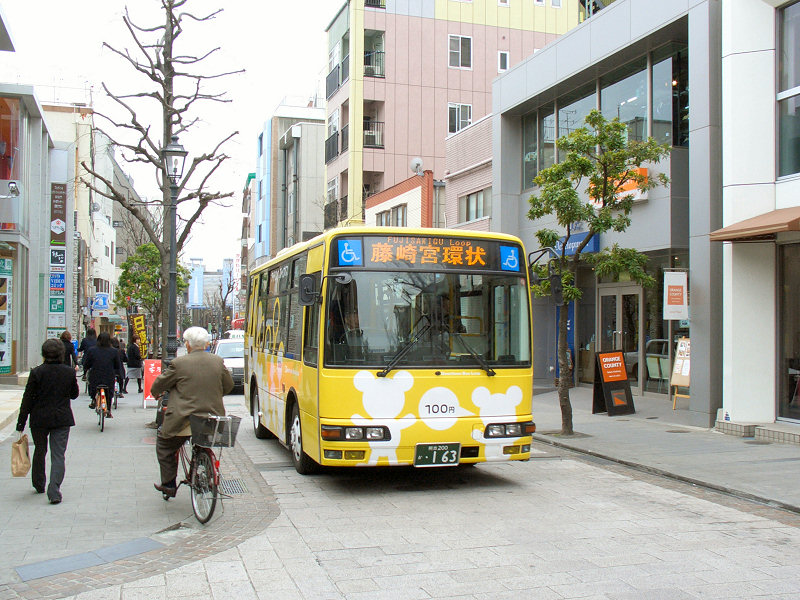
藤崎宮環状として運行中
（並木坂バス停付近）

熊本電気鉄道
「藤崎宮環状」として藤崎宮前駅と中心市街地を結ぶバスを9時台から16時台まで運行。当初は交通センターを経由せず、駕町通（下通アーケード街横）ならびに上通北（上通アーケード街入口）・並木坂といった繁華街中心部を巡回するルートで1日13便の運行であったが、2011年3月からは「まちめぐりん」の愛称が付けられ1日16便に増便されるとともに、同時期に九州新幹線全線開通にあわせて熊本城域内にオープンした「桜の馬場 城彩苑」にも停車し交通センターにも立ち寄るルートに変更された。経路変更前は道路事情からか早発する場合があったが、変更後は停車時刻どおりに定時運行していた。
なお、車両は都心部循環バス時代の車両のほかに一般路線カラーの小型車（日野・リエッセ）も使用された。廃止後、都心部循環バス時代の車両は東バイパスライナーを経てレターバス（塗装もレターバス専用カラーに変更済）に、リエッセについては合志市内循環バスを経てレターバスの予備車両としてそれぞれ転用されている。
運行ルート
- 2011年4月より2012年3月まで、廃止時の運行ルート
  - 藤崎宮前駅→白川公園前→水道町→通町筋→市役所前→交通センター→桜の馬場 城彩苑→熊本城前→下通筋（銀座通り入口）→銀座橋→通町筋→市役所前（郵政ビル前）→城東町→壺井橋→信愛女学院前→藤崎宮前駅

- 過去
  - 藤崎宮前駅→広町（信愛女学院前バス停と同一）→城東町→ホテルキャッスル前→市役所前（郵政ビル前）→熊本城前→駕町通（旧:駕町通南）→鶴屋横（旧:駕町通北）→通町筋→水道町→上通北→並木坂→藤崎宮前駅

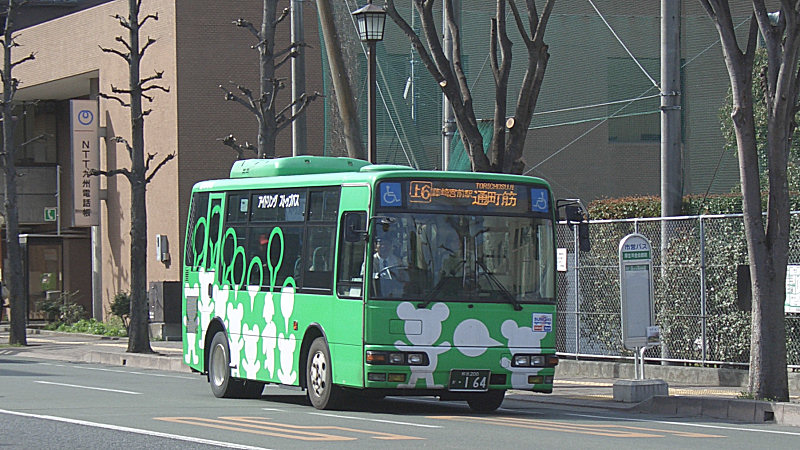
上6系統として運行中
（厚生年金会館前バス停付近）

熊本市交通局
かつては「上6」系統として、土日祝日のみ10時台から16時台まで10便運行されていたが、その後、一般路線バスとして運行されていた。
現在は、熊本都市バスに移籍し、塗装変更がなされ、長溝団地線を中心に中型車使用の一般路線で運行される。稀に東バイパスライナーに入ることもあった。2015年ごろから、本山営業所担当のの熊本城周遊バス（しろめぐりん）の代車としての運用が多くなっている。尚、その際は、前部の行先表示器には「熊本城周遊バス」と表示され、後部行先表示器は紙で代用されている。
- 運行ルート
  - 上熊本駅前→県立体育館北口→県立体育館前→京町口→新堀橋→厚生年金会館前→壺井橋→信愛女学院前→藤崎宮前駅→白川公園前→水道町→通町筋→市役所前→城東町→壺井橋→厚生年金会館前→新堀橋→京町口→県立体育館前→県立体育館北口→上熊本駅前

九州産業交通
路線は継承していない。車両は2004年7月から2006年11月30日まで平日のみ女性専用バスとして運行されてきたが、現在は水俣市に転出し同市内のコミュニティバスみなくるバスとして運行されており、塗装もみなくるバス専用のものに変更されたが、現在は一般路線カラーに塗り替えられ、水俣営業所管内の一般路線にて使用されている。
- 女性専用バスの運行ルート（女性専用バスは廃止されたため、現在は運行されていない。）
  - 並建－健軍（主な停留所:並建－田崎橋－交通センター－通町筋－水前寺公園前－県庁前－自衛隊前－健軍四ツ角）
  - 田崎車庫－健軍（主な停留所:田崎車庫－田崎橋－交通センター－通町筋－水前寺公園前－神水町－健軍電停前）

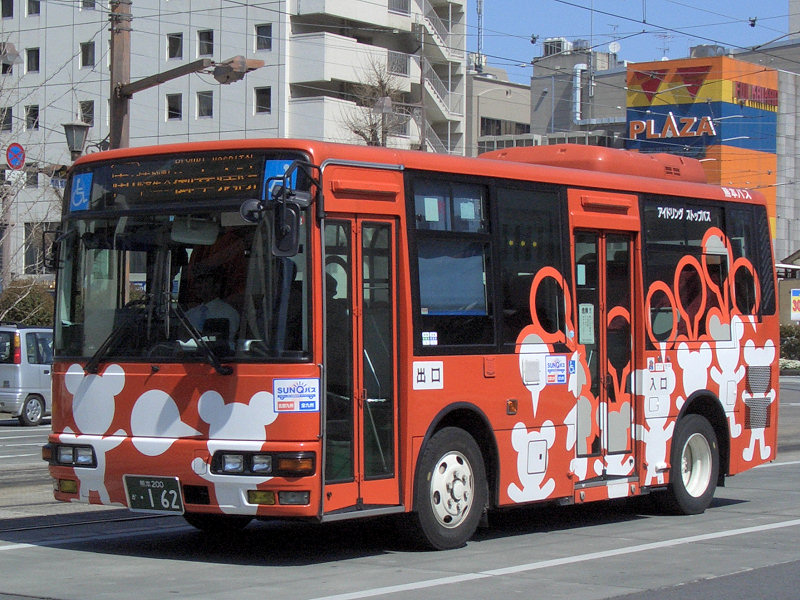
熊本バス（辛島町付近）

熊本バス
路線は継承していない。車両は一般路線バスとして、主に東バイパスライナーにおいて使用されていた。既に廃車された模様（離脱時期不明）。4社の中で1度も塗装変更されず、最後まで同じデザインを全うした1台であった。

### 備考
- 「国際環境都市会議くまもと2002」開催期間中の2002年10月27日から同年10月30日までは、運賃が無料となっていた。
- 「熊本都市圏公共交通機関利用促進キャンペーン」が開催される際は、運賃が無料となった日（以下参照）があった。
  - 2002年度 - 9月22日
  - 2003年度 - 9月21日
  - 2004年度 - 9月19日、10月17日
- 鶴屋百貨店の東館がオープンした2002年3月23日、熊本市電と同様、運賃が無料となっていた。